# Île-de-France
Île-de-France (česky Francouzský ostrov) je jeden z 18 administrativních regionů Francie, v jejichž rámci se svou rozlohou řadí až na 12. místo (menší jsou pouze Korsika, Alsasko a zámořské regiony Réunion, Guadeloupe, Martinik a Mayotte), z hlediska počtu obyvatel se však Île-de-France nachází na místě prvním. Leží v severní části země a zahrnuje hlavní město Paříž – představuje tak de facto jeho metropolitní oblast. Dnešní region vznikl v roce 1976, nahradil předcházející pařížský region (francouzsky Région Parisienne), původní název však mnoho lidí používá ještě dnes.

## Historie

Neoficiální (historický) znak regionu

Historicky je toto území vlastním jádrem Francie, neboť právě zde se nacházela původně malá doména francouzských králů z rodu Kapetovců (987–1328), odkud byla v průběhu středověku až raného novověku postupně, prostřednictvím mnoha bitev i dynastických sňatků, celá Francie fakticky podrobena královské výkonné moci a následně sjednocena. Zrodilo se zde také tvarosloví a tektonika gotické katedrální architektury.

## Administrativní uspořádání

### Oficiální
Přehled 8 départementů tvořících region:
| Département       | Département | Prefektura | Rozloha (km2) | Počet obyvatel | Počet obyvatel | Hustota zalidnění (obyv./km2) |
| Jméno             | Číslo       | Prefektura | Rozloha (km2) | 1999           | 2008           | Hustota zalidnění (obyv./km2) |
| Essonne           | 91          | Évry       | 1 804         | 1 134 238      | 1 205 850      | 668                           |
| Hauts-de-Seine    | 92          | Nanterre   | 176           | 1 428 881      | 1 549 619      | 8 805                         |
| Paris             | 75          | Paříž      | 105           | 2 125 246      | 2 211 297      | 21 060                        |
| Seine-et-Marne    | 77          | Melun      | 5 915         | 1 193 767      | 1 303 702      | 220                           |
| Seine-Saint-Denis | 93          | Bobigny    | 236           | 1 382 861      | 1 506 466      | 6 383                         |
| Val-de-Marne      | 94          | Créteil    | 245           | 1 227 250      | 1 310 876      | 5 351                         |
| Val-d'Oise        | 95          | Pontoise   | 1 246         | 1 105 464      | 1 165 397      | 935                           |
| Yvelines          | 78          | Versailles | 2 284         | 1 354 308      | 1 406 053      | 616                           |

### Neoficiální
Neoficiálně se region dělí na tzv. Malý prstenec (fr. la petite couronne) tvořený třemi départementy bezprostředně sousedícími s Paříží a Velký prstenec (fr. la grande couronne), jehož čtyři départementy obklopují území Malého prstence.

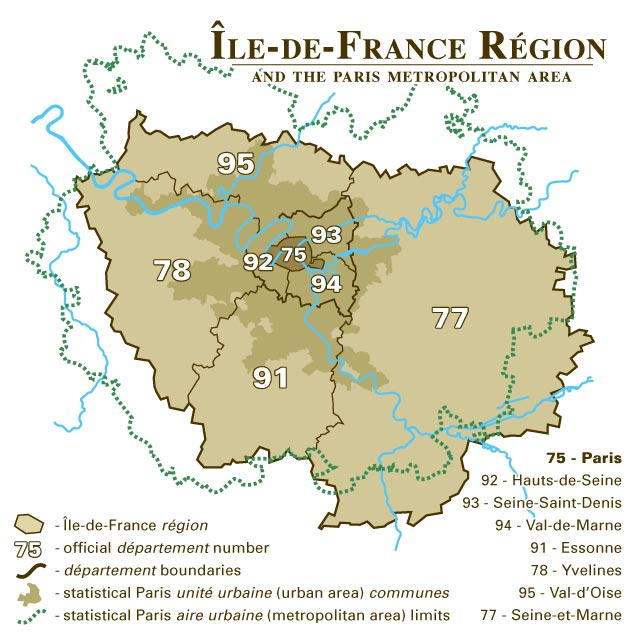
Mapa regionu Île-de-France